# Noémie Goudalová
Noémie Goudalová (nepřechýleně Noémie Goudal; * 7. července 1984 Paříž) je francouzská výtvarná umělkyně, která v současné době žije v Londýně. Pracuje s fotografií, filmem a instalací.

## Životopis
Goudalová se narodila v Paříži. Když jí bylo 19 let, přestěhovala se do Londýna a studovala na Central Saint Martins, kde vystudovala grafický design. Poté pokračovala v magisterském studiu umělecké fotografie na Royal College of Art, kterou absolvovala v roce 2010. Vystavovala mezinárodně a měla samostatné výstavy v řadě institucí, jako je například The Photographers' Gallery, Foam Fotografiemuseum Amsterdam, Kiran Nadar Museum of Art. Její práce byly představeny v ázerbájdžánském pavilonu na 56. bienále v Benátkách. V roce 2013 vyhrála HSBC Prix pour la Photographie

## Dílo
Autorka často pracuje přímo v krajině, někdy před fotografováním vkládá do scény fotografické kulisy. Kromě fotografie se věnuje práci s videem, která se tematicky váže k jejím fotografiím.
Noémii Goudalovou zastupují Galerie Les Filles du Calvaire a Edel Assanti.